# Pseudhesperosuchus

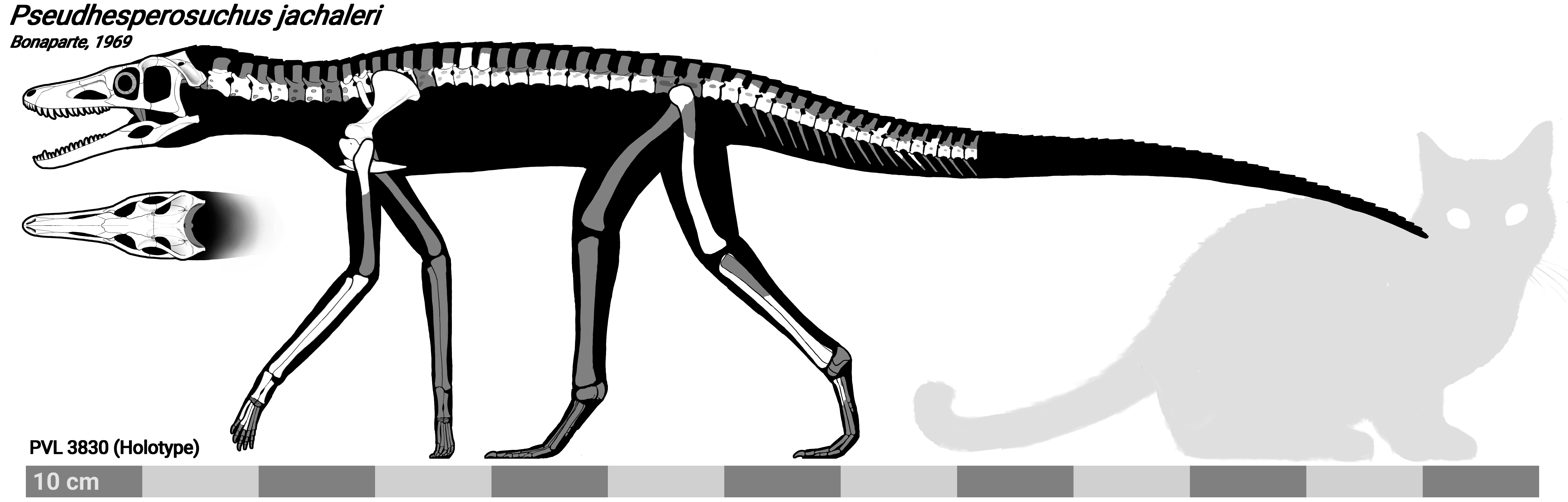
Diagrama esquelético que muestra los elementos conocidos en blanco.

Pseudhesperosuchus ("falso Hesperosuchus") es un género de esfenosuquio, (crocodilomorfo basal), un clado que comprende a los crocodilianos y sus parientes más cercanos. Se conoce a partir de un esqueleto considerablemente completo hallado la Formación Los Colorados del Triásico Tardío (de antiguedad Noriense ) de la Cuenca Ischigualasto-Villa Unión, en el noroeste de Argentina .

## Historia y descripción

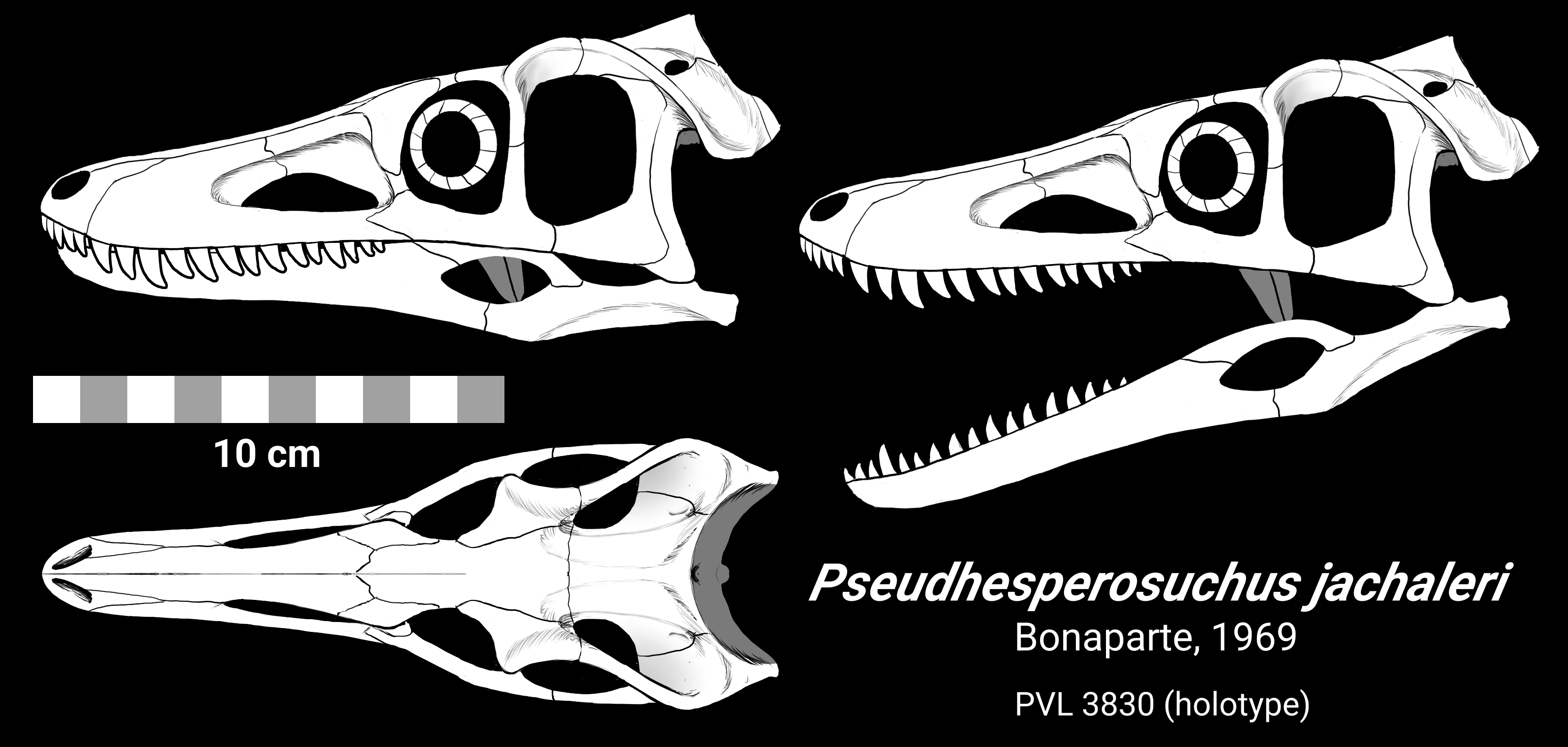
Reconstrucción del diagrama del cráneo, en vista lateral y dorsal

el holotipo de Pseudhesperosuchus es PVL 3830. Este espécimen consiste en un cráneo y mandíbulas inferiores, la mayor parte de la columna vertebral, la cintura escapular y partes de los brazos y piernas. El género y especie fueron nombrados por José Bonaparte en 1969, y el holotipo fue recientemente redescrito con más detalle, lo que identificó al espécimen tipo como un subadulto debido a suturas neurocentrales abiertas en su vértebra cervical. La especie tipo es P. jachaleri .  El cráneo se encuentra casi completo y un poco deformado, algunos de sus huesos y suturas han sido identificados erróneamente a lo largo de los años, y se han identificado fenestras artificiales adicionales creadas durante la preparación.   Un análisis filogenético de esfenosuquios de 2002 realizado por James Clark y Hans–Dieter Sues encontró que Pseudhesperosuchus tenía una posición sin resolver junto con varios otros esfenosuquios, ni más cerca de los verdaderos cocodrilos ni de Sphenosuchus .  El género a veces se escribe incorrectamente como Pseudohesperosuchus, como en Carroll (1988). 